# ماروین مینسکی
ماروین لی مینسکی (به انگلیسی: Marvin Lee Minsky) (زاده ۹ اوت ۱۹۲۷ – درگذشتهٔ ۲۴ ژانویه ۲۰۱۶) دانشمند آمریکایی در حوزهٔ علوم شناخت و هوش مصنوعی بود. او از بنیان‌گذاران آزمایشگاه هوش مصنوعی در مؤسسه فناوری ماساچوست بود و جایزه تورینگ را در سال ۱۹۶۰ دریافت کرد.